# Rečica (Novi Grad Sarajevo, BiH)
Rečica je naseljeno mjesto u općini Novi Grad Sarajevo, Federacija BiH, BiH.

## Stanovništvo
Nacionalni sastav stanovništva 1991. godine, bio je sljedeći:
ukupno: 187
- Srbi - 166
- Hrvati - 8
- Muslimani - 1
- Jugoslaveni - 11
- ostali, neopredijeljeni i nepoznato - 1